# Marco Fulvio Nobilior (cónsul 159 a. C.)
Marco Fulvio Nobilior  fue un político de la República romana que ocupó el consulado en 159 a. C. Era hijo de Marco Fulvio Nobilior, cónsul en 189 a. C.
Fue tribuno de la plebe en 171 a. C. y edil curul en 166 a. C., año este en que se representó por vez primera la Andrya, de Terencio.
Fue cónsul en 159 a. C., junto con Cneo Cornelio Dolabela. No existen datos de los eventos que tuvieron lugar durante su consulado, pero el año siguiente, de acuerdo con los Fasti triumphales, celebró un triunfo sobre los eleates, un pueblo ligur. Por esto se supone que en su periodo tiene que haberse llevado a cabo una guerra en Liguria.